# Englene
Englene er en dansk spillefilm fra 1973, der er instrueret af Jørgen Hallum.

## Handling
Episodisk skildring af sex og vold blandt motorcykelbander.